# アンドレ・ドラモンド
アンドレ・ジャマール・ドラモンド（Andre Jamal Drummond, 1993年8月10日 - ）は、アメリカ合衆国ニューヨーク州マウントバーノン出身のプロバスケットボール選手。NBAのフィラデルフィア・76ersに所属している。ポジションはセンター。

## 経歴

### 学生時代
高校時代はU-17アメリカ代表に選出されブラッドリー・ビールらと共に世界選手権で優勝、恵まれた体格でガードの選手に引けを取らない走力で "次世代のドワイト・ハワード" と騒がれ、一時は全米No.1選手に上り詰めるなど将来のNBAドラフト1位候補として期待されていた。
学業も非常に優秀で首席での高校卒業も期待されていたが、レブロン・ジェームズが主催するジュニアキャンプに招待された際にレブロンに気に入られ、NBAを目指すことを薦められコネチカット大学に飛び級で進学。1年生終了後、2012年のNBAドラフトにアーリーエントリーした。

### NBA

#### デトロイト・ピストンズ

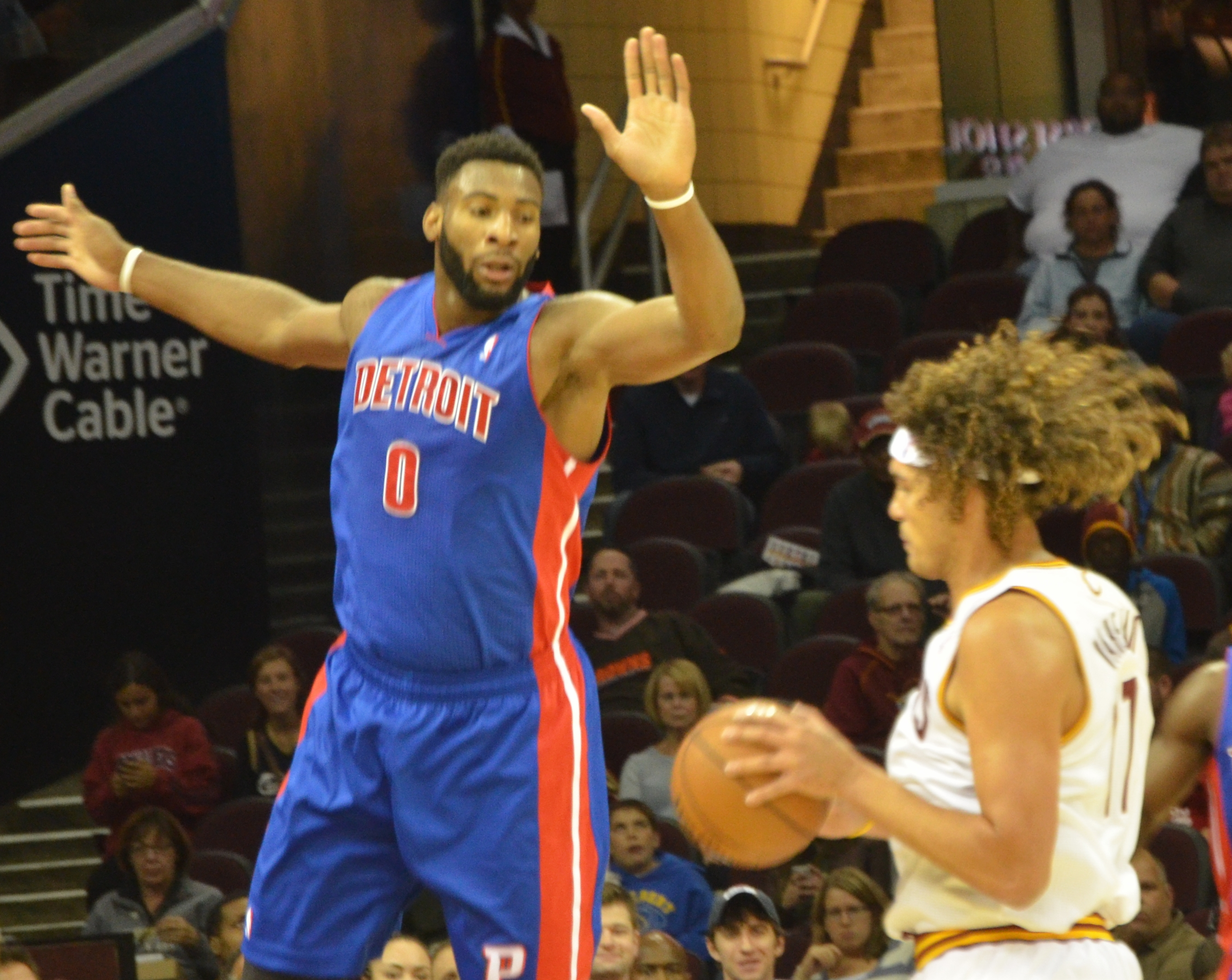
アンダーソン・ヴァレジャオをディフェンスするドラモンド(2013年)

2012年のNBAドラフトにて1巡目全体9位でデトロイト・ピストンズから指名された。
2012-13シーズン、ライジング・スターズ・チャレンジに選出されたが、背中の疲労骨折により欠場を余儀なくされた。2013年3月14日にNBAオールルーキーセカンドチームに選出された。
2015-16シーズン、11月3日のインディアナ・ペイサーズ戦でキャリアハイとなる29リバウンドに加えて25得点、3スティールを記録したが、チームは82-94で敗れた。同月8日のポートランド・トレイルブレイザーズ戦で29得点、27リバウンド、2スティール、3ブロックを記録し、チームは120-103で勝利した。なお、シーズン最初の6試合で3度の20-20ダブル・ダブルを達成したのは、カリーム・アブドゥル＝ジャバー、ウィルト・チェンバレンに次いでNBA史上3人目であった。
2015年12月18日のシカゴ・ブルズ戦でキャリアハイとなる33得点に加えて21リバウンドを記録し、チームは4度の延長戦の末に147-144で辛勝した。なお、NBAで"30-20ダブル・ダブル"を達成したのは、1991年のデニス・ロッドマン以来約25年ぶりであった。以降エース級の活躍を見せたドラモンドは、NBAオールスターゲームに初出場。チームを2009年以来のプレーオフ出場に導いた。自身初のプレーオフでは1回戦でレブロン・ジェームズを擁するクリーブランド・キャバリアーズにスウィープで敗れた。オールNBAサードチームに初選出されたこともあって、オフの7月1日にはピストンズとの4年総額1億3000万ドルで再契約した。
2016-17シーズン、2016年11月19日のボストン・セルティックス戦で、ドラモンドはドワイト・ハワードの当時22歳129日に続くNBA史上2番目の23歳101日の若さで、通算4000リバウンドを達成した。
2017-18シーズンは2018年1月30日、故障により欠場が決まったジョン・ウォールの代替として2月18日にロサンゼルスのステイプルズ・センターで行われるオールスターゲームへの出場が決まった。最終的に平均16.0リバウンドを記録し、自身2度目のリバウンド王を獲得した。平均16リバウンド以上が記録したのは、1996-97シーズンのデニス・ロッドマン以来となった。
2018-19シーズンは自身3度目のリバウンド王を獲得し、平均得点は自身最高の17.3を記録した。自身2度目のプレーオフでは1回戦でヤニス・アデトクンボを擁するミルウォーキー・バックスにスウィープで敗れた。
2019-20シーズン、2019年12月3日のクリーブランド・キャバリアーズ戦では17得点、14リバウンド、4アシスト、5スティール、4ブロックの好成績だったが、あと1アシスト、1ブロックがあればファイブ・ファイブズを達成するところだった。

#### クリーブランド・キャバリアーズ
2019-20シーズン、2020年2月6日にブランドン・ナイト、ジョン・ヘンソン、2023年のドラフト2巡目指名権とのトレードでクリーブランド・キャバリアーズへ移籍した。トレードに際して、入団から7シーズン半在籍したピストンズから事前に何も連絡がなかったため、自身のTwitterアカウントで憤りを伝えた。移籍後最初の試合ではキャリアハイとなる2本の3ポイントシュートを成功させた。2020-21シーズン、1月16日のニューヨーク・ニックス戦でキャリア43回目の20得点・20リバウンド越えとなる、33得点、23リバウンドを記録、キャブスの選手が30得点・20リバウンド超えを記録したのは2004年のカルロス・ブーザー以来となった。2月13日のポートランド・トレイルブレイザーズ戦への出場以降は試合に出場せず、3月27日にキャバリアーズと契約のバイアウトに合意し、FAとなった。

#### ロサンゼルス・レイカーズ
2021年3月28日にロサンゼルス・レイカーズとシーズン終了までの契約を結んだ。オフにFAとなった。

#### フィラデルフィア・76ers
2021年8月4日にフィラデルフィア・76ersとベテラン最低保障額で契約を結んだ。

#### ブルックリン・ネッツ
2022年2月10日にジェームズ・ハーデン、ポール・ミルサップとのトレードで、ベン・シモンズとセス・カリーと複数のドラフト1巡目指名権と共にブルックリン・ネッツへ移籍した。

#### シカゴ・ブルズ
2022年7月6日にシカゴ・ブルズと2年契約を結んだ。
2023-24シーズン、2023年11月6日のユタ・ジャズ戦で12得点、7リバウンドを記録し、NBA史上43人目となる通算10000リバウンドを達成した。12月27日のアトランタ・ホークスではニコラ・ブーチェビッチが負傷離脱したことにより、ブルズ移籍後初先発出場し、24得点、25リバウンドを記録してチームは118-113で勝利した。

#### 76ers復帰
2024年7月8日にかつて所属した76ersと2年総額1000万ドルで契約した。
2024-25シーズン、チームの主力に故障が相次ぎ、自身も故障で長期の欠場を強いられるなど、プレイオフ進出を逃した。

## プレースタイル
リバウンダーとして優れ、ブロックショットにも強さを見せるなど、リムプロテクターとして力を発揮する。ディフェンスリバウンドだけでなくオフェンスリバウンドにもよく絡み、3年連続でリバウンド王を獲得した。その一方、フリースローはとても苦手としており、大学在籍時は成功率が30%に満たず、NBA入りしてからもファウルゲームの的にされるケースが多く、2016年1月20日のヒューストン・ロケッツ戦では、36回のフリースローの試投数の内、23本を外すというNBAワースト記録を樹立してしまったが、2017-18シーズン開幕前にアイダン・ラビンの指導を受けたことで、以降は成功率が60%前後にまで改善した。キャリア後期に入り、NBAのゲームスタイルがセンターポジションのプレイヤーであっても3ポイントを多く打つことが求められるようになると、3ポイントを苦手としていることもあって目立つ活躍が出来ず、出場時間を減らしている。

## 個人成績

### NBA

#### レギュラーシーズン
| シーズン     | チーム       | GP  | GS  | MPG  | FG%  | 3P%  | FT%  | RPG  | APG | SPG | BPG | PPG  |
| ------------ | ------------ | --- | --- | ---- | ---- | ---- | ---- | ---- | --- | --- | --- | ---- |
| 2012–13      | DET          | 60  | 10  | 20.7 | .608 | .500 | .371 | 7.6  | .5  | 1.0 | 1.6 | 7.9  |
| 2013–14      | DET          | 81  | 81  | 32.3 | .623 | .000 | .418 | 13.2 | .4  | 1.2 | 1.6 | 13.5 |
| 2014–15      | DET          | 82  | 82  | 30.5 | .514 | .000 | .389 | 13.5 | .7  | .9  | 1.9 | 13.8 |
| 2015–16      | DET          | 81  | 81  | 32.9 | .521 | .333 | .355 | 14.8 | .8  | 1.5 | 1.4 | 16.2 |
| 2016–17      | DET          | 81  | 81  | 29.7 | .530 | .286 | .386 | 13.8 | 1.1 | 1.5 | 1.1 | 13.6 |
| 2017–18      | DET          | 78  | 78  | 33.7 | .529 | .000 | .605 | 16.0 | 3.0 | 1.5 | 1.6 | 15.0 |
| 2018–19      | DET          | 79  | 79  | 33.5 | .533 | .132 | .590 | 15.6 | 1.4 | 1.7 | 1.7 | 17.3 |
| 2019–20      | DET          | 49  | 48  | 33.8 | .530 | .048 | .584 | 15.8 | 2.8 | 2.0 | 1.7 | 17.8 |
| 2019–20      | CLE          | 8   | 8   | 28.1 | .552 | .286 | .513 | 11.1 | 1.8 | 1.5 | 1.4 | 17.5 |
| 2019-20計    | CLE          | 57  | 56  | 33.0 | .533 | .143 | .575 | 15.2 | 2.7 | 1.9 | 1.6 | 17.7 |
| 2020–21      | CLE          | 25  | 25  | 28.9 | .474 | .000 | .597 | 13.5 | 2.6 | 1.6 | 1.2 | 17.5 |
| 2020–21      | LAL          | 21  | 21  | 24.8 | .531 | —    | .605 | 10.2 | 1.4 | 1.1 | 1.0 | 11.9 |
| 2020-21計    | LAL          | 46  | 46  | 27.0 | .493 | .000 | .600 | 12.0 | 2.0 | 1.4 | 1.1 | 14.9 |
| 2021–22      | PHI          | 49  | 12  | 18.4 | .538 | .000 | .512 | 8.8  | 2.0 | 1.1 | .9  | 6.1  |
| 2021–22      | BKN          | 24  | 24  | 22.3 | .610 | .000 | .537 | 10.3 | 1.4 | .9  | 1.0 | 11.8 |
| 2021-22計    | BKN          | 73  | 36  | 19.7 | .570 | .000 | .524 | 9.3  | 1.8 | 1.1 | .9  | 7.9  |
| 2022–23      | CHI          | 67  | 0   | 12.7 | .606 | .000 | .536 | 6.6  | .5  | .7  | .4  | 6.0  |
| 2023–24      | CHI          | 79  | 10  | 17.1 | .556 | .000 | .592 | 9.0  | .5  | .9  | .6  | 8.4  |
| 2024–25      | PHI          | 40  | 23  | 18.8 | .500 | .150 | .622 | 7.8  | .9  | 1.0 | .5  | 7.3  |
| 通算         | 通算         | 904 | 663 | 26.8 | .542 | .129 | .486 | 12.1 | 1.2 | 1.3 | 1.3 | 12.5 |
| オールスター | オールスター | 2   | 0   | 18.0 | .833 | .000 | .000 | 8.0  | .0  | 1.0 | .5  | 15.0 |

#### プレーオフ
| シーズン | チーム | GP | GS | MPG  | FG%  | 3P%  | FT%  | RPG  | APG | SPG | BPG | PPG  |
| -------- | ------ | -- | -- | ---- | ---- | ---- | ---- | ---- | --- | --- | --- | ---- |
| 2016     | DET    | 4  | 4  | 32.8 | .519 | .000 | .324 | 9.0  | .0  | .3  | 1.5 | 16.8 |
| 2019     | DET    | 4  | 4  | 31.8 | .444 | .000 | .429 | 13.0 | 2.3 | 1.5 | 1.3 | 14.3 |
| 2021     | LAL    | 5  | 5  | 21.0 | .594 | —    | .700 | 11.0 | .0  | .8  | .6  | 9.0  |
| 2022     | BKN    | 4  | 4  | 15.0 | .545 | —    | .600 | 3.0  | .8  | 1.3 | .8  | 3.8  |
| 通算     | 通算   | 17 | 17 | 24.9 | .510 | .000 | .429 | 9.1  | .7  | .9  | 1.0 | 10.8 |

### カレッジ
| シーズン | チーム | GP | GS | MPG  | FG%  | 3P%  | FT%  | RPG | APG | SPG | BPG | PPG  |
| -------- | ------ | -- | -- | ---- | ---- | ---- | ---- | --- | --- | --- | --- | ---- |
| 2011–12  | UConn  | 34 | 30 | 28.4 | .538 | .000 | .295 | 7.6 | .4  | .8  | 2.7 | 10.0 |